# ترمبویتسه بزرگ
ترمبویتسه بزرگ (به لاتین: Trębowiec Duży) یک روستا در لهستان است که در Gmina Mirzec واقع شده‌است.

## خصوصیات
ترمبویتسه بزرگ ۳۷۰ نفر جمعیت دارد.